# Comeauville
 Comeauville  est une communauté acadienne sur la côte acadienne (partie ouest donnant sur la baie de Fundy) de la Nouvelle-Écosse, également connue par son appellation touristique de route Évangéline, située dans le district de Clare (Nouvelle-Écosse). Jean-Baptiste Comeau, né en 1732 en Acadie, en est le fondateur.[réf. nécessaire]